# Kiến nhảy
Kiến nhảy (danh pháp khoa học: Myrmecia pilosula) là một loài kiến do nhà côn trùng học người Anh Frederick Smith phát hiện, mô tả và đặt tên đầu tiên vào năm 1858. Đây là một loài kiến xuất xứ từ Úc, hiện nay có nhiều nhất ở bang Tasmania và đông nam lục địa Úc. Trong tiếng Anh, loài này được gọi bằng nhiều tên ít nhiều khác nhau: jack jumper, jumping jack, hopper ant, hoặc jumper ant.
Loài này thường được nhắc đến vì các đặc điểm khá độc đáo:
- Kích thước cơ thể khá lớn: kiến thợ dài tới 14mm (khoảng 0,5 in), còn kiến chúa tới 16 – 20mm (0,63 in).
- Khả năng nhảy xa tới 5 – 7 cm khi kiếm ăn hoặc tự vệ.
- Có bộ nhiễm sắc thể đơn bội nhỏ nhất trong các loài động vật nhân thực hiện nay (n = 1). Do đó nó có tầm quan trọng đáng kể trong cả nghiên cứu in vitro và nghiên cứu thực địa về tổ chức bộ gen.[9]
- Nọc của những con kiến này rất mạnh và nguy hiểm cho người, có thể gây sốc phản vệ, đôi khi gây tử vong ở người mẫn cảm.[10]
- Nhiều người thích nuôi và trao đổi.[11]

## Hình thái

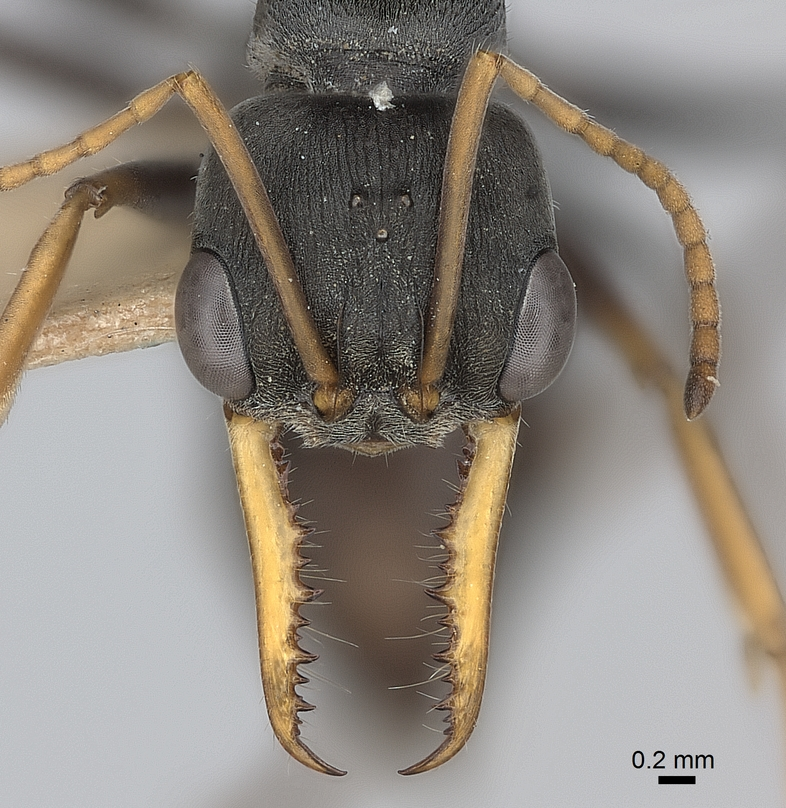
Hình 2: Đầu kiến nhảy với hàm lớn.

Giống như tất cả các loài trong họ kiến, loài kiến nhảy có cơ thể chia thành ba phần chính: đầu, ngực và bụng cách nhau bởi "eo" ("thắt đáy lưng ong")
Kiến nhảy có cơ thể màu đen hoặc nâu xẫm với 3 đôi chân thường màu nhạt hơn (vàng hoặc cam). Phần phụ miệng có hàm lớn (hình 2) dài đến 4,2 mm (0,17 in) với nhiều răng nhọn.
Kiến chúa dài tới 20mm. Kiến đực có cánh (hình 3).

## Phân loại
Tên loài "Myrmecia pilosula" bắt nguồn từ tiếng Latinh "pilose", có nghĩa là 'phủ lông mềm'. Frederick Smith đã mô tả nó vào năm 1858 trong cuốn sách của ông tựa đề "Catalogue of hymenopterous insects in the collection of the British Museum" (part VI), đồng thời đạt tên loài theo danh pháp hai phần là Myrmecia pilosula dựa vào mẫu vật ông thu thập được ở Hobart tại Tasmania. Mẫu vật về kiến thợ, kiến chúa và kiến đực được lưu giữ ở Viện bảo tàng Anh tại Luân Đôn.
Đến năm 1922, nhà côn trùng học người Mỹ William Morton Wheeler đã thành lập phân chi Halmamyrmecia gồm các loài kiến đặc trưng bởi tập tính nhảy, trong đó kiến nhảy này là một loài. Tuy nhiên, John Clark sau đó đã đồng nghĩa Halmamyrmecia với Promyrmecia vào năm 1927, nên loài này xép vào chi phụ. Rồi đến năm 1953 William Brown lại phân loại loài này vào chi Myrmecia.

## Tập tính & sinh thái

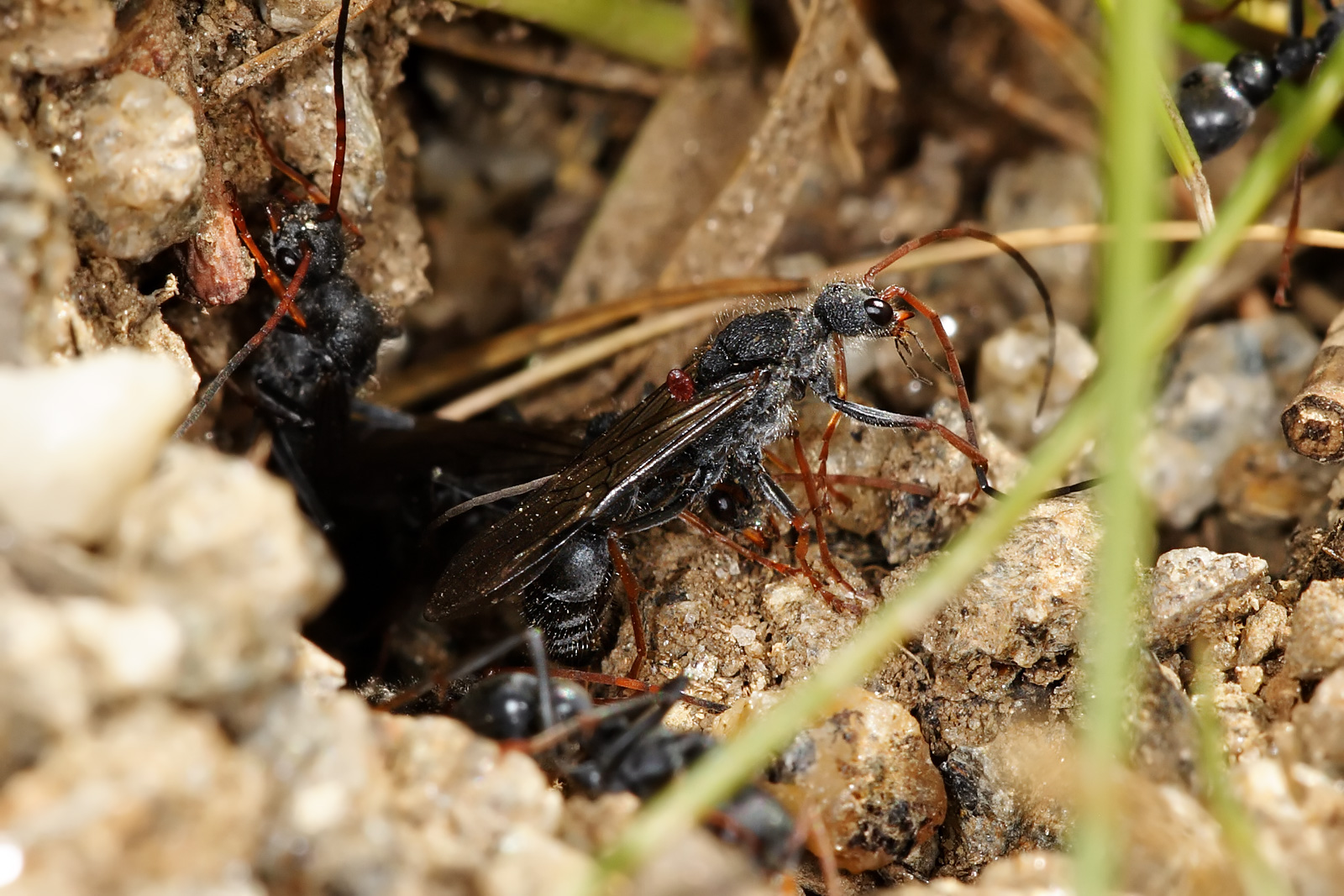
Hình 3: Kiến đực đang rời khỏi tổ.

- Trong tự nhiên, kiến nhảy thường sống trong môi trường ẩm vừa, ở trong rừng hay đồng cỏ, vườn có nhiều cát và sỏi nhỏ. Chúng có thể hoạt động ban đêm, nhưng được đánh giá là động vật ưa sáng. Chúng tự xây tổ từ vật liệu chủ yếu là đất, cát, sỏi hoặc đá nhỏ, mỗi tổ trung bình có đường kính từ 20 đến 60 cm (8 đến 24 in) và có thể cao 0,5 m (20 in).[19] Ngoài ra, những kiến thợ còn dùng các vật liệu có nguồn gốc hữu cơ (que, cành cây nhỏ, vụn gỗ, than,...) "trộn" lẫn với vật liệu chính, nhằm tận dụng hơi ấm từ năng lượng mặt trời. Các quần thể (tổ kiến) gần nhau luôn xảy ra tranh chấp.[20]

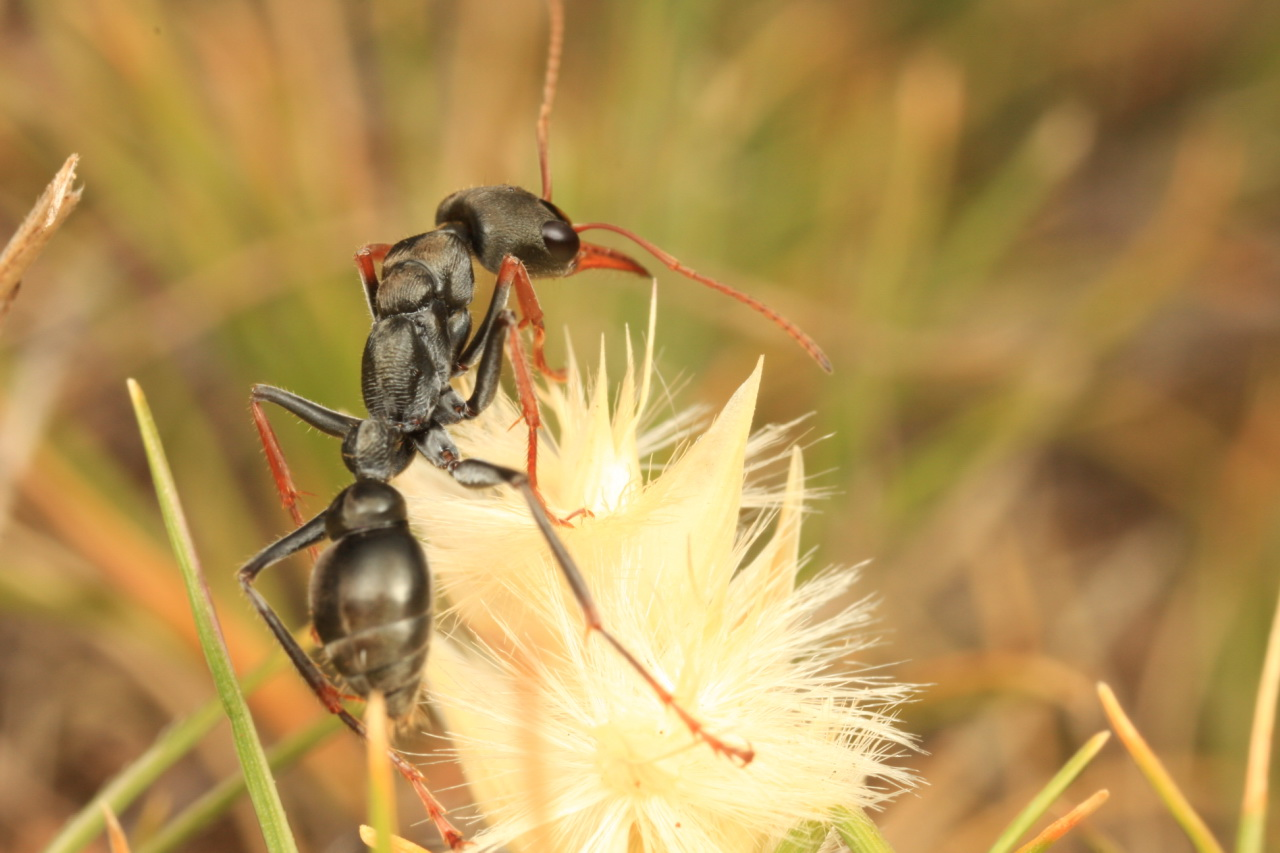
Hình 4: Kiến thợ kiếm ăn trên một bông hoa.

- Ban ngày, kiến thợ tìm kiếm thức ăn, đến khi hoàng hôn mới về tổ. Hoạt động của chúng rất mạnh mẽ trong những tháng ấm, nóng, còn trong mùa đông hầu như không hoạt động. Khi kiếm ăn, chúng ít sử dụng cơ quan khứu giác để xác định nguồn, mà lại thường sử dụng cơ quan thị giác. Mắt chúng có thể phát hiện con mồi hay kẻ thù ở tầm xa 1 – 2 m.[21]
- Loài kiến này là loài ăn tạp: thức ăn thực vật của chúng thường là phấn hoa, thức ăn động vật của chúng là con mồi nhỏ hoặc xác động vật khác.[21]. Trong trường hợp ăn phấn hoa, chúng có thể góp phần giao phấn cho thực vật. Trong trường hợp là kẻ săn mồi, loài kiến này là những "thợ săn" lành nghề, một phần do tầm nhìn xa của chúng khá đáng kể, phần khác do chúng có nọc độc, nên chúng thậm chí có thể giết và ăn cả những đối thủ lớn hơn là ong bắp cày, ong mật, ruồi nhà (Musca domestica), nhặng (Calliphoridae) và các loài kiến khác.[21]
- Để phòng xâm nhập của loài kiến này vào những vị trí mà con người không muốn, người ta đã sử dụng thành công các hóa chất như bentiocarb, chlorpyrifos, diazinon và permethrin. Phun solfac vào tổ là một cách hiệu quả để kiểm soát quần thể khi cần. Đổ cacbon disulfua vào khe hở của tổ và che chắn lối vào bằng vữa xi-măng cũng là một phương pháp hữu hiệu.[22]